# Deweyville
Deweyville es una población del condado de Box Elder, estado de Utah, Estados Unidos. Según el censo de 2000 la población era de 278 habitantes.

## Geografía
Según la oficina del censo de Estados Unidos, la población tiene una superficie total de 16,7 km². No tiene superficie cubierta de agua.

## Demografía
Según el censo de 2000, había 278 habitantes, 98 casas y 68 familias residían en la localidad. La densidad de población era 16,6 habitantes/km². Había 106 unidades de alojamiento con una densidad media de 6,3 unidades/km².
La máscara racial de la localidad era 95,68% blanco, 0,72% asiático, 2,16% de otras razas y 1,44% de dos o más razas. Los hispanos o latinos de cualquier raza eran el 2,16% de la población.
Había 98 casas, de las cuales el 31,6% tenía niños menores de 18 años, el 58,2% eran matrimonios, el 6,1% tenía un cabeza de familia femenino sin marido, y el 30,6% no eran familia. El 29,6% de todas las casas tenían un único residente y el 13,3% tenía sólo residentes mayores de 65 años. El promedio de habitantes por hogar era de 2,84 y el tamaño medio de familia era de 3,57.
El 30,2% de los residentes era menor de 18 años, el 12,9% tenía edades entre los 18 y 24 años, el 20,9% entre los 25 y 44, el 23,7% entre los 45 y 64, y el 12,2% tenía 65 años o más. La media de edad era 33 años. Por cada 100 mujeres había 97,2 hombres. Por cada 100 mujeres de 18 años o más, había 98,0 hombres.
El ingreso medio por casa en la localidad era de 43.750$, y el ingreso medio para una familia era de 58.750$. Los hombres tenían un ingreso medio de 42.500$ contra 26.250$ de las mujeres. Los ingresos per cápita para la ciudad eran de 20.260$. Aproximadamente el 5,0% de las familias y el 5,6% de la población estaban por debajo del nivel de pobreza, incluyendo el 2,2% de menores de 18 años y el 6,7% de mayores de 65.